# SoapUI
SoapUI est une application open source permettant le test de web service dans une architecture orientée services (SOA). Ses fonctionnalités incluent l'inspection des web service, l'invocation, le développement, la simulation, le mocking, les tests fonctionnels, les tests de charge et de conformité. Une version commerciale, SoapUI Pro, qui se concentre principalement sur des fonctionnalités conçues pour améliorer la productivité, a également été mise au point par eviware software. En 2011, eviware a été racheté par SmartBear Software .
SoapUI a été publié pour la première fois en septembre 2005 sous Licence publique générale limitée GNU. Depuis sa publication, SoapUI a été téléchargé plus de 2 millions de fois. Il est entièrement basé sur la plate-forme Java et utilise Swing pour l'interface utilisateur. Ce qui signifie que SoapUI est multiplateforme. SoapUI supporte aujourd'hui IDEA, Eclipse et NetBeans,.

## Fonctionnalités

### SoapUI
Les fonctionnalités de bases incluent :
- inspection des web services,
- invocation des web services,
- développement des web services,
- simulation et mocking des web services,
- tests fonctionnels, de charge, de conformité et de sécurité des web services.

### SoapUI Pro
SoapUI Pro est la version commerciale pour les entreprises. Il ajoute au SoapUI basique plusieurs améliorations, facilitant de nombreuses tâches récurrentes lorsque l'on travaille avec SoapUI.
| Fonctionnalité                                  | Avantage | Lire plus |
| ----------------------------------------------- | --- | --------- |
| Couverture WSDL                                 | Analyse les messages des requêtes/réponses/assertions pour évaluer si un contrat WSDL est bien testé/mocké/utilisé. |           |
| Refactoring WSDL                                | Met à jour automatiquement les requêtes/réponses/assertions avec le WSDL sous-jacent.                               |           |
| Projets composites                              | Travail collectif au sein d'un équipe sur vos projets de tests des web services.                                    |           |
| Gestion des exigences                           | Gère, importe et exporte les exigences du projet et les relie aux cas de tests.                                     |           |
| Editeur de requêtes basé sur des formulaires    | Facilite l'édition et la compréhension des messages de requêtes pour les utilisateurs techniques et non techniques. |           |
| Viewer d'aperçus des messages                   | Affiche un aperçu des messages de réponses, de requêtes mock ou de suivi correspondants.                            |           |
| Editeur de requêtes/réponses sous forme d'arbre | Facilite la navigation et la compréhensiondans les message volumineux.                                              |           |
| Inspecteur de table                             | Donne un aperçu rapide du contenu des tables de messages.                                                           |           |
| Inspecteur de schemas                           | Facilite l'inspection et le déboggage du contenu des messages.                                                      |           |
| Inspecteur XML                                  | Facilite l'inspection et le déboggage du contenu des messages.                                                      |           |
| Inspecteur de documentation                     | Facilite la compréhension du contenu des messages.                                                                  |           |
| Test par étapes des DataSources                 | Facilite la création de tests orientés-données.                                                                     |           |
| Test par étapes des DataSink                    | Facilite la collecte de données pour être utilisés dans des tests ultérieurs ou pour les rapports externes.         |           |
| Test par étapes des DataGen                     | Simplifie les tests complets d'interfaces complexes.                                                                |           |
| Assistants de transfert de propriétés           | Facilite la création de cas de test/flots de messages complexes.                                                    |           |
| Assistants pour les assertions XPath            | Facilite la création des assertions XPath pour les étapes de test des requêtes et de mocking des réponses.          |           |
| Assistants XPath                                | Facilite la création des expressions XPath dans plusieurs situations.                                               |           |
| Reporting Intégré                               | Fourni des résumés des tests fonctionnels pour le suivi et le décisionnel.                                          |           |
| Librarie de script Groovy                       | Facilite la réutilisation et l'écriture de scripts pour des scénarios complexes.                                    |           |
| Bureau à onglets                                | Facilite la gestion du bureau grâce à l'éditeur MDI.                                                                |           |

## Récompenses
SoapUI a reçu plusieurs récompenses:
- ATI Automation Honors, 2009[7]
- Meilleur logiciel libre InfoWorld 2008[8]
- Choix des lecteurs SOAWorld , 2007[9]